# Анна Тодорова
Анна Тодорова е българска оперна певица и музикален педагог, професор в Националната музикална академия.

## Биография
Родена на 21 септември 1892 г. в София. От 18-годишна е хористка и солистка в Българската оперна дружба. През 1910 г. дебютира с ролята на Зибел от „Фауст“ на Шарл Гуно. В периода 1911 – 1913 учи в Рим при Паоло Тости и Аристиде Франческати, а през 1915 – 1916 специализира в Женева при Леополд Кетен. Там я чува директорът на нюйоркската Метрополитън опера Гати Казаца. Веднага ѝ предлага договор. Поради Първата световна война не се осъществява заминаването ѝ за САЩ. От 1916 г. става част от Берлинската опера. Изпълнява ролята на Кармен на български език, което я прави първата българска артистка, която пее в Европа на родния си език. Дарява голяма част от заплатата си на Българския червен кръст. В периода 1921 – 1926 г. работи на сцената на Гранд опера в Париж. Многократно гастролира във Великобритания, Нидерландия, Египет, Белгия, където е привлечена за примадона на Оперния театър в Анверс.
Завръща се в България през 1932 г. Назначена за солистка в Софийската опера. От 1943 г. е професор във Вокалния факултет на Държавната музикална академия „Проф. Панчо Владигеров“. Нейни ученици са Атанас Иванов, Илия Йосифов, Йорданка Тенчева, Бойка Косева, Мария Башева, Павел Герджиков и др. Сътрудничи на Радио София, където записва множество арии, дуети, сюити за глас и камерен оркестър върху народни песни от Любомир Пипков, Марин Големинов, Цанко Цанков.
През годините изпълнява десетки роли в операта, сред тях са Амнерис от „Аида“, Азучена от „Трубадур“, Кармен от едноименната опера, Далила от „Самсон и Далила“, Шарлота от „Вертер“, Иродиада от едноименната опера, циганката от „Янините девет братя“.
Носителка е на сребърен медал от Женевската консерватория (1916), а през 1959 г. е удостоена с орден „Червено знаме на труда“.
Умира на 11 април 1972 г.